# Johannes Jacobus van Bakkenes
Johannes Jacobus van Bakkenes (Bellingwolde, 23 oktober 1843 - Lochem, 9 november 1894) was een Nederlandse burgemeester.

## Leven en werk
Van Bakkenes was een zoon van de rentenier Hendricus Cornelius van Bakkenes en Cornelia Johanna Sophia Girardin. Voordat hij burgemeester werd doorliep hij een militaire carrière in het Koninklijk Nederlandsch-Indisch Leger. Als gepensioneerd kapitein werd Van Bakkenes in april 1887 benoemd tot burgemeester van de gemeente Vlagtwedde. In mei 1888 werd hij burgemeester van Oude Pekela. Van Bakkenes trouwde op 14 mei 1889 in Vlagtwedde met Jacoba Christina Johanna Rinsema, dochter van de geneesheer Pieter Rinsema en Arnolda Gesina Speckman. Per 1 mei 1894 kreeg hij, op eigen verzoek, eervol ontslag verleend als burgemeester. Hij overleed kort na zijn ontslag als burgemeester van Oude Pekela, in november 1894 op 51-jarige leeftijd in Lochem.